# El Pez
José Sabaté (Barcelona, 1976), més conegut amb el nom artístic d'«El Pez», és un grafiter català. Va començar a pintar l'any 1999 a Sant Adrià de Besòs i és conegut per pintar peixos somrients en ciutats de tot el món. És un dels representants del moviment d'art de carrer anomenat Logo Art.
El Pez ha exposat i pintat murals en ciutats com Nova York, Tòquio, Hong Kong, Viena, Los Angeles, Dubai, Miami, Bogotà, Amsterdam, Chicago i Estocolm, entre d'altres, aconseguint el reconeixement mundial de la seva obra, la qual ha estat present en les més importants subhastes de street art de París. A més, el seu treball apareix en el documental sobre l'artista Banksy Exit Through the gift shop.